# San Juan Bosco
Pour les articles homonymes, voir San Juan et Bosco.
San Juan Bosco est un canton d'Équateur situé dans la province de Morona-Santiago.